# Eschefelder Teiche
Die  Eschefelder Teiche sind ein Naturschutzgebiet im Süden des Landkreises Leipzig (Sachsen). Es handelt sich um eine Teichgruppe, die sich von Frohburg in westlicher Richtung bis zum Frohburger Ortsteil Eschefeld erstreckt. Das gesamte Gebiet umfasst eine Fläche von 562 ha.

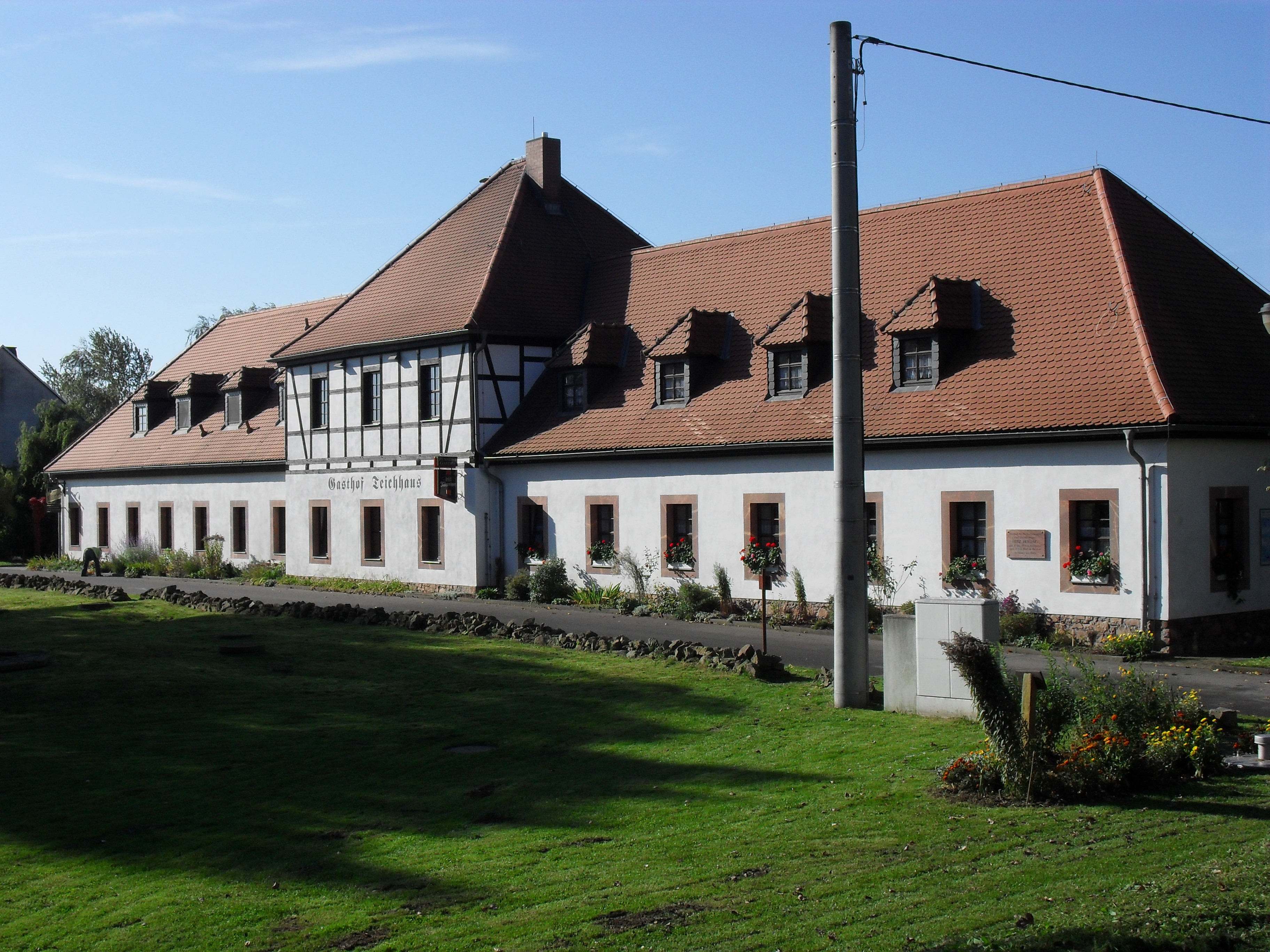
Naturschutzstation und Gaststätte „Teichhaus“

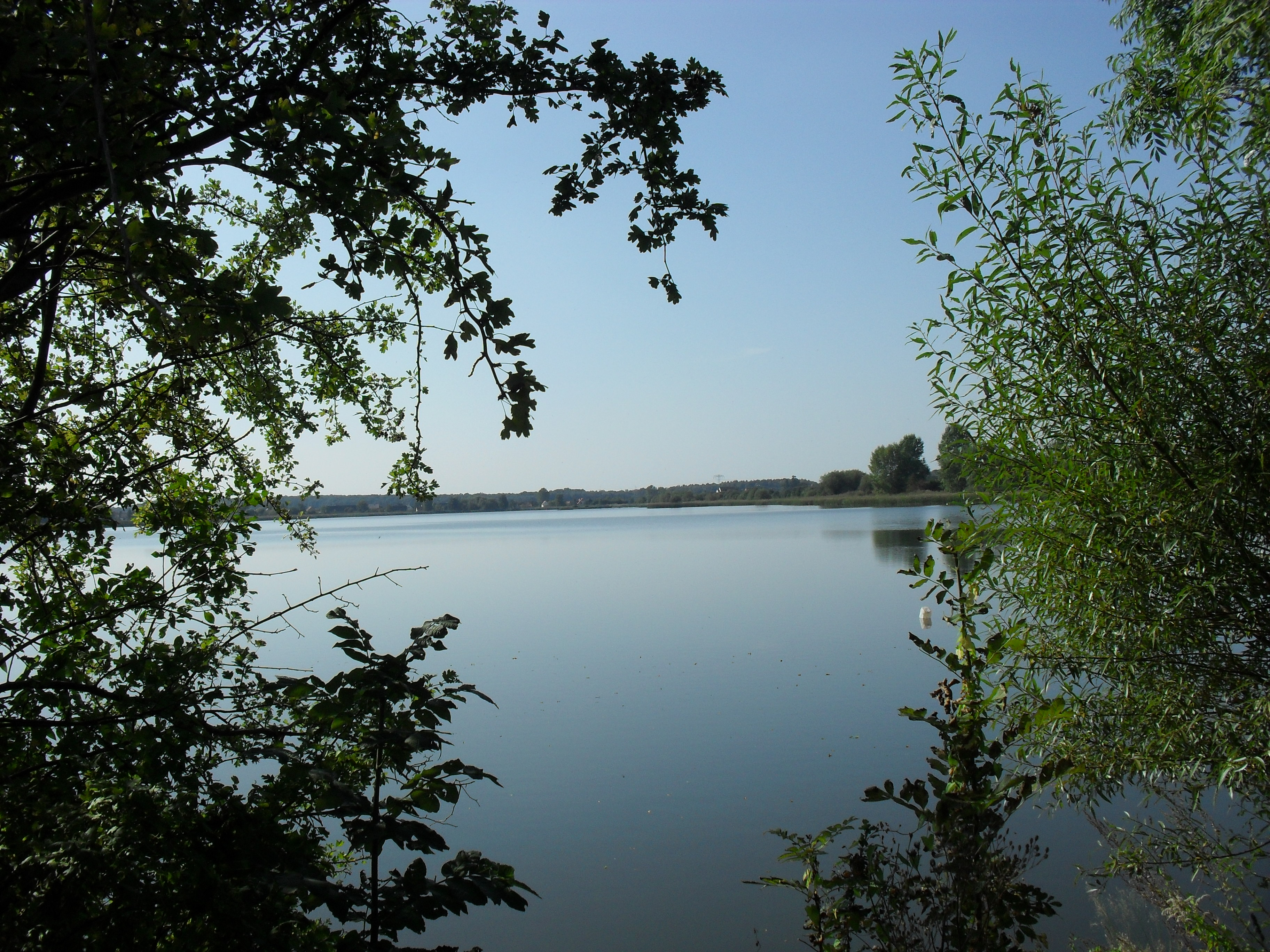
Blick über den Großteich bei Eschefeld

Die Teiche wurden im 18. Jahrhundert künstlich angelegt zum Zweck der fischwirtschaftlichen Nutzung durch das nahe gelegene Rittergut in Frohburg. Größter Teich ist der Großteich bei Eschefeld. An seinem Rand befindet sich eine kleine Siedlung, genannt Teichhaus, die aus dem 1780 für die wirtschaftliche Nutzung errichteten Vierseithof entstanden ist. Gespeist werden die Teiche überwiegend aus Niederschlagswasser sowie über eine Rohrleitung, mit der Wasser aus der Wyhra von Frohburg gepumpt werden kann. Die Rohrleitung ist in einem desolaten Zustand, sodass wegen fehlendem Wasser der Wasserspiegel im Großteich deutlich unter dem normalen Niveau liegt, was sich wiederum nachteilig auf den Bruterfolg im Teichgebiet ausgewirkt hat.
Die Eschefelder Teiche sind bedeutendes Nahrungs-, Brut- und Rastgebiet für zahlreiche Wasservogelarten. Die Umgebung wird vorwiegend landwirtschaftlich genutzt. Im Teichhaus Eschefeld befindet sich eine Naturschutzstation des NABU sowie eine Gaststätte. Für Besucher und Vogelfreunde ist am Ufer des Großteiches auf dem künstlich angelegten Damm ein Unterstand errichtet worden, von dem aus die Wasservögel beobachtet werden können.